# 蒲塘镇
蒲塘镇，是中华人民共和国广西壮族自治区玉林市兴业县下辖的一个乡镇级行政单位。

## 行政区划
蒲塘镇下辖以下地区：
蒲塘社区、蒲塘村、安国村、白花村、凤文村、大文村、炉岭村、石崎村、龙平村、山奇村、陈关村、龙旗村、西寨村、石山村、石槐村、南塘村和化寿村。